# 세라야
세라야(Serayah, 1995년 6월 20일 ~ )는 미국의 배우, 가수, 모델이다.